# イ・スンジェ
イ・スンジェ（이순재、1934年11月16日 - ）は、韓国の俳優。咸鏡北道会寧郡（現朝鮮民主主義人民共和国会寧市）出身。
本貫は広州李氏。ソウル大学校卒業、哲学士。妻、息子、娘の4人家族。

## 人物、来歴
ソウル大学校在学中、映画に興味を抱き研究し、やがて演劇部を復興。ヨ・ウンゲ、イ・ナックン、キム・ドンフンらと共に「実験劇場」を結成、芸能活動を本格的に開始する。
1961年、韓国放送公社（KBS）がテレビ放送を開始し、テレビにおける活動に進出し数多くのドラマに出演する。特に朝鮮時代中期に実在し、『東医宝鑑』を執筆した医師、許浚（ホ・ジュン）を主人公にした作品（『執念』1975年、『東医宝鑑』1991年、『ホジュン 宮廷医官への道』1999年）に縁が深く、映画では主役の許浚、ドラマではその師匠を2回演じた。またMBCの『共和国』シリーズなどの政治ドラマでは第4代韓国大統領である尹潽善役を演じている。
韓国第六共和国では初の国会議員選挙である1988年第13代国会議員選挙にソウル特別市中浪区甲選挙区より民主正義党の公認を得て立候補したが落選。捲土重来を期して次の1992年3月に行われた第14代国会議員選挙にて前と同じソウル特別市中浪区甲選挙区より民主自由党の公認を得て立候補し当選、国会議員を1期務めた。
演劇、映画、テレビでの活躍のほか、2010年からは世宗大学校などの教壇に立ち、後輩の育成に努めている。
1970年頃、日本の稲垣浩監督の下、1971年のNHKの大河ドラマ『春の坂道』主演の中村錦之助（のちの萬屋錦之介）との共演で日韓合作映画が作る動きがあるも実現ならず。
その『春の坂道』の撮影時に錦之助らと交友をもつ。
日本の雑誌のインタビュー記事で、「日本の映画」の質問に、黒沢明、小津安二郎より前に稲垣浩監督の名前を出している。
2023年に88歳でもリア王の舞台を演じるほどの韓国で現役活動中の最高齢俳優の1人である。また、ペ・ヨンジュン、ソン・ジュンギなどの後輩俳優を遠慮せずに批判したことがあるが、イ・ビョンホンに対する評価が高い。韓国語の母音体系上の長短音区分と10母音がある昔の韓国語を完璧に話すことも有名である。また、2023年のイ・スンギの結婚式で下ネタを披露したことで波紋を呼んだ。

## 出演作品
凡例：KBS＝韓国放送公社、MBC＝文化放送、SBS＝ソウル放送

### テレビドラマ
- 風雲（1982年、KBS） - 興宣大院君役
- 第1共和国 (テレビドラマ)（朝鮮語版）（1981年‐1982年、MBC） - 尹潽善役
- 第2共和国 (テレビドラマ)（朝鮮語版）（1989年‐1990年、MBC） - 尹潽善役
- 独裁者への道～首陽大君の野望～（1990年、KBS） - キム・ジョンソ役
- 愛がなんだって（1991年-1992年、MBC） - イ・ビョンホ役
- 第3共和国（1993年、MBC） - 尹潽善役
- 三金時代 (テレビドラマ)（朝鮮語版）（1998年、SBS） - 尹潽善役
- ホジュン 宮廷医官への道（1999年-2000年、MBC） - ユ・ウィテ役
- 新貴公子（2000年、MBC） - チャン会長役
- 商道（サンド）（2001年-2002年、MBC） - 朴周命（パク・チュミョン）役
- 野人時代（2002年-2003年、SBS） - 衡平社副会長ウォン老人役
- 張禧嬪［チャン・ヒビン］（2002年-2003年、KBS） - 宋時烈（ソン・シヨル）役
- ランラン18歳（2004年、KBS）- クォン・ジンサ役
- 不滅の李舜臣（2004年-2005年、KBS） - イ・ファン役
- 名家の娘ソヒ（2004年-2005年、SBS） - キム訓長役
- ハノイの花嫁（2005年、SBS） - イルランの父役
- ルル姫（2005年、SBS） - コ・ドンヒ役
- 美しいあなた（2005年、KBS） - チャン・ユンジェ役
- ぶどう畑のあの男（2006年、KBS） - イ・ビョンダル役
- 思いっきりハイキック！（2006年-2007年、MBC） - イ・スンジェ役
- 花咲く春には（2007年、KBS） - イ・ジェシク役
- イ・サン（2007年-2008年、MBC） - 英祖（ヨンジョ）役
- ベートーベン・ウィルス（2008年、MBC） - キム・ガヒョン役
- 母さんに角が生えた（2008年、KBS） - ナ・チュンボク役
- 愛してる、泣かないで（2008年-2009年、MBC） - ハン・ギュイル役
- 善徳女王（2009年、MBC） - 真興王役
- 明日に向かってハイキック（2009年-2010年、MBC） - イ・スンジェ役
- コーヒーハウス（2010年、SBS） - ウンヨンの祖父役
- レディプレジデント〜大物（2010年、SBS）- ペク・ソンミン大統領役
- 欲望の炎（2010年-2011年、MBC） - キム・テジン役
- マイ・プリンセス（2011年、MBC） - パク・ドンジェ役
- 王女の男（2011年、KBS） - キム・ジョンソ役
- 千回のキス（2011年-2012年、MBC） - チャン・ビョンドゥ役
- キング～Two Hearts（2012年、MBC） - ウン・ギュテ役
- あなたを愛してます（2012年、SBS） - キム・マンソク役
- 約束の恋人（2012年、TV朝鮮） - カン・テヒョン役
- 馬医（2012年-2013年、MBC） - コ・ジュマン（チュマン）役
- 限りない愛（2012年-2013年、JTBC） - アン・ホシク役
- おバカちゃん注意報〜ありったけの愛〜（朝鮮語版）(2013年、SBS） - ナ・サンジン役
- じゃがいも星（2013年-2014年、tvN） - ノ・ソン役
- 花じいさん捜査隊（2014年、tvN） - イ・ジュニョク役
- 王の顔（2014年-2015年、KBS） - ペク・キョン役
- 優しくない女たち（2015年、KBS） - キム・チョルヒ（ヤン・ミナム）役
- 夜を歩く士（ソンビ）（2015年、MBC） - ヒョンジョ役
- 女を泣かせて（2015年、MBC） - カン・テファン役
- 六龍が飛ぶ（2015年-2016年、SBS） - 李子春（イ・ジャチュン）役
- これが人生！ケ・セラ・セラ（2016年、SBS） - ユ・ジョンチョル役
- カネの花～愛を閉ざした男～（2017年-2018年、MBC） - チャン・グクファン役
- ライブ～君こそが生きる理由～（2018年、tvN） - ヤンチョンの父役
- リーガル・ハイ（2019年、JTBC） - ク・セジュン役
- ペガサスマーケット（2019年、tvN） - キム・デマ役
- トドソソララソ(2020年、Netflix)-キム・マンボク役
- 赤い袖先（2021年-2022年、MBC） - 老人役
- アゲイン・マイ・ライフ～巨悪に挑む検事～（2022年、SBS） - ウ・ヨンス役
- シークレット・ファミリー（2023年、tvN） - クォン・ウンス役[16]

### 映画
- 大怪獣ヨンガリ（1967年）
- カールじいさんの空飛ぶ家（2009年、カール・フレドリクセン役） 韓国語吹き替え
- グッドモーニング・プレジデント（2019年） - 大統領キム・ジョンホ役